# Exyrias
Exyrias es un género de peces marinos de la familia Gobiidae y de la orden de los Perciformes. Se encuentra a los océanos Índico y Pacífico. 

## Especies
- Exyrias akihito
- Exyrias belissimus
- Exyrias ferrarisi
- Exyrias puntang

- Datos: Q845590
- Multimedia: Exyrias / Q845590
- Especies: Exyrias